# Barbara Kahatjipara
Barbara Kahatjipara (* 1975 in Usakos, Südwestafrika) ist ein namibisches Fotomodell.
Sie gewann die Schönheitswettbewerbe von Miss Namibia 1993 sowie die Wahl zur Miss Universe Congeniality 1994 als Teil-Auszeichnung der Miss Universe 1994.
1992 besuchte sie die Deutsche Höhere Privatschule Windhoek. Kahatjipara absolvierte ein BA-Studium in internationaler Politik an der Universität Kapstadt in Südafrika sowie einen MBA in International Marketing an der Fachhochschule Reutlingen in Deutschland. Um 2008 war sie an der Polytechnic Namibia im Lehrstuhl für Unternehmensmanagement tätig. Weiter arbeitete sie bei der Namibian Employers’ Federation.
2020 war Kahatjipara auch als Schauspielerin tätig. Sie spielte die Rolle der Sade, der geschiedenen Ehefrau der Hauptfigur Papa K., in der namibischen Fernsehserie The Edge. Seit April 2021 ist Kahatjipara Projektkoordinatorin bei der Hanns-Seidel-Stiftung in Windhoek.
Nach Kahatjipara ist eine Straße in Karibib benannt.